# Scottish Cup 2000-2001
La Scottish Cup 2000-01 è stata la 116ª edizione del torneo. Si è conclusa il 26 maggio 2001. I Celtic hanno vinto il trofeo per la 31ª volta.

## Primo turno
| Squadra 1          | Risultato | Squadra 2          |
| ------------------ | --------- | ------------------ |
| Albion Rovers      | 1 - 1     | East Fife          |
| Brechin City       | 3 - 0     | Forfar Athletic    |
| Dumbarton          | 1 - 1     | East Stirlingshire |
| Edinburgh          | 0 - 1     | Buckie Thistle     |
| Montrose           | 0 - 0     | Arbroath           |
| Queen of the South | 2 - 0     | Clydebank          |
| Stenhousemuir      | 1 - 4     | Berwick Rangers    |
| Whitehill Welfare  | 0 - 0     | Peterhead          |

### Replay
| Squadra 1          | Risultato | Squadra 2         |
| ------------------ | --------- | ----------------- |
| East Fife          | 2 - 0     | Albion Rovers     |
| East Stirlingshire | 0 - 1     | Dumbarton         |
| Arbroath           | 1 - 2     | Montrose          |
| Peterhead          | 3 - 0     | Whitehill Welfare |

## Secondo turno
| Squadra 1       | Risultato | Squadra 2           |
| --------------- | --------- | ------------------- |
| Berwick Rangers | 3 - 3     | Cowdenbeath         |
| Buckie Thistle  | 2 - 0     | Hamilton Academical |
| Coldstream      | 2 - 6     | Brechin City        |
| East Fife       | 1 - 0     | Queen's Park        |
| Elgin City      | 0 - 1     | Queen of the South  |
| Montrose        | 1 - 1     | Keith               |
| Partick Thistle | 3 - 0     | Deveronvale         |
| Peterhead       | 3 - 0     | Cove Rangers        |
| Spartans        | 1 - 3     | Stirling Albion     |
| Stranraer       | 2 - 0     | Dumbarton           |

### Replay
| Squadra 1   | Risultato | Squadra 2       |
| ----------- | --------- | --------------- |
| Cowdenbeath | 0 - 1     | Berwick Rangers |
| Keith       | 0 - 1     | Montrose        |

## Terzo turno
| Squadra 1          | Risultato | Squadra 2       |
| ------------------ | --------- | --------------- |
| Alloa Athletic     | 0 - 3     | Aberdeen        |
| Berwick Rangers    | 0 - 0     | Hearts          |
| Dundee             | 0 - 0     | Falkirk         |
| East Fife          | 1 - 4     | Livingston      |
| Hibernian          | 6 - 1     | Clyde           |
| Inverness          | 4 - 3     | Ayr Utd         |
| Kilmarnock         | 1 - 0     | Partick Thistle |
| Montrose           | 0 - 2     | Dundee Utd      |
| Peterhead          | 4 - 1     | Greenock Morton |
| Queen of the South | 1 - 3     | Airdrieonians   |
| Rangers            | 2 - 0     | Brechin City    |
| Ross County        | 2 - 1     | Buckie Thistle  |
| Stranraer          | 1 - 4     | Celtic          |
| St. Johnstone      | 0 - 0     | Dunfermline     |
| St. Mirren         | 1 - 2     | Motherwell      |
| Stirling Albion    | 2 - 0     | Raith Rovers    |

### Replay
| Squadra 1   | Risultato | Squadra 2       |
| ----------- | --------- | --------------- |
| Dunfermline | 3 - 2     | St. Johnstone   |
| Falkirk     | 0 - 2     | Dundee          |
| Hearts      | 2 - 1     | Berwick Rangers |

## Quarto turno
| Squadra 1        | Risultato | Squadra 2     |
| ---------------- | --------- | ------------- |
| Peterhead        | [ 1 ]     | Airdrieonians |
| 17 febbraio 2001 |           |               |
| Dunfermline      | 2 - 2     | Celtic        |
| Livingston       | 0 - 0     | Aberdeen      |
| Stirling Albion  | 2 - 3     | Hibernian     |
| Hearts           | 1 - 1     | Dundee        |
| Inverness        | 1 - 1     | Kilmarnock    |
| Motherwell       | 0 - 2     | Dundee Utd    |
| 18 febbraio 2001 |           |               |
| Ross County      | 2 - 3     | Rangers       |

### Replay
| Squadra 1    | Risultato | Squadra 2   |
| ------------ | --------- | ----------- |
| 6 marzo 2001 |           |             |
| Aberdeen     | 0 - 1     | Livingston  |
| Kilmarnock   | 2 - 1     | Inverness   |
| 7 marzo 2001 |           |             |
| Dundee       | 0 - 1     | Hearts      |
| Celtic       | 4 - 1     | Dunfermline |

## Quarti di finale
| Squadra 1     | Risultato | Squadra 2 |
| ------------- | --------- | --------- |
| 10 marzo 2001 |           |           |
| Kilmarnock    | 0 - 1     | Hibernian |
| Livingston    | 3 - 1     | Peterhead |
| 11 marzo 2001 |           |           |
| Celtic        | 1 - 0     | Hearts    |
| Dundee Utd    | 1 - 0     | Rangers   |

## Semifinali
| Squadra 1      | Risultato | Squadra 2  |
| -------------- | --------- | ---------- |
| 14 aprile 2001 |           |            |
| Hibernian      | 3 - 0     | Livingston |
| 15 aprile 2001 |           |            |
| Celtic         | 3 - 1     | Dundee Utd |

## Finale
| Arbitro: | Kenny Clark |

|                                      |           |  |
| McNamara 39’ Larsson 48’, 80’ (rig.) | Marcatori |  |